# Samsung Pole Vault Stars 2012
23. Samsung Pole Vault Stars – halowy mityng lekkoatletyczny w skoku o tyczce, który odbył się 12 lutego 2012 w Doniecku (Ukraina).

## Rezultaty
| WL – najlepszy tegoroczny wynik na listach światowych \| SB – najlepszy wynik zawodnika w sezonie \| PB – rekord życiowy \| NR – halowy rekord kraju |

|           | 1. miejsce        | Rezultat | 2. miejsce     | Rezultat | 3. miejsce    | Rezultat |
| Mężczyźni | Renaud Lavillenie | 5,82 SB  | Björn Otto     | 5,82 SB  | Malte Mohr    | 5,72 =SB |
| Kobiety   | Jiřina Ptáčníková | 4,70 NR  | Yarisley Silva | 4,60 =NR | Hanna Szełech | 4,60 NR  |

Czwarte miejsce wśród mężczyzn zajął Lázaro Borges, ustanawiając wynikiem 5,72 m halowy rekord Kuby.